# Michael Learns to Rock
Michael Learns to Rock är en rockgrupp från Århus i Danmark, bildad 1988 av sångaren och keyboardisten Jascha Richter (född 24 juni 1963), trummisen Kåre Wanscher (född 14 juni 1969), gitarristen Mikkel Lentz (född 20 december 1968) och basisten Søren Madsen (född 23 april 1967). År 2000 lämnade Søren Madsen gruppen för att börja en solokarriär, men gruppen har fortsatt som en tremannagrupp. Även om gruppen blivit välkänd i Europa är det i Asien man haft sina största framgångar.

## Diskografi

### Studioalbum
- Michael Learns to Rock (1991)
- Colours (1993)
- Played on Pepper (1995)
- Nothing to Lose (1997)
- Blue Night (2000)
- Take Me To Your Heart (2004)
- Eternity (2008)
- Scandinavia (2012)

### Samlings-, konsert- och mixalbum
- Paint My Love (1996)
- Complicated Heart (Greatest Hits vol.2) (1999)
- Greatest Hits - Strange Foreign Beauty (1999)
- 19 Love Songs / Love Ballads (2002)
- All the Best of (2004)
- All The Best (2005)
- Frostbite (2005)
- India Tour Edition (2005)
- That's Why (You Go Away) (2005)
- The Ultimate Collection (2005)
- Ultimate Collection 15th Anniversary Edition (2006)
- The Best Of Michael Learns To Rock Live (2006)
- I Walk This Road Alone (2007)
- De Første Fra - Michael Learns To Rock (2012)

### Singlar
1. 25 Minutes
2. A Different Song
3. A Kiss In The Rain (Price, Richter, Scher)
4. African Queen (Maribeth Derry, Richter)
5. Angel Eyes
6. Animals
7. Blue Night
8. Breaking My Heart
9. Breaking the Rules
10. Come On And Dance (Price, Richter)
11. Complicated Heart
12. Crazy Dream (Terry Lupton, Price, Richter)
13. Digging Your Love
14. Don't Have To Lose
15. Eternal Flame
16. Everything I Planned
17. Final Destination
18. Fools Direction
19. Forever And A Day
20. Frostbite
21. Gone After Midnight (Derry, Richter)
22. Hit By A Feeling
23. Home To You (Duet w/ Julie Berthelsen)
24. Hot to Handle
25. How Many Hours
26. I Still Carry On (Richter)
27. I Wanna Dance
28. If You Leave My World
29. I'm Gonna Be Around
30. I'm Gonna Come Back
31. I Walk This Road Alone
32. It's Only Love
33. Judgement Day
34. Laugh & Cry
35. Let's Build A Room (Richter)
36. Looking At Love (Price, Richter, Scher)
37. Love Will Never Lie
38. Magic
39. Messages (Richter)
40. More Than A Friend
41. My Blue Angel (Michael Price, Jascha Richter, Richard Scher)
42. Naked Like the Moon
43. Nothing To Lose
44. Ocean Of Love
45. One More Minute (bonusspår i Asien)
46. One Way Street
47. Out Of The Blue
48. Paint My Love
49. Party
50. Romantic Balcony
51. Salvation
52. Sleeping Child
53. Someday
54. Something Right
55. Something You Should Know
56. Stuck In The Heat
57. Take Me To Your Heart
58. Take off Your Clothes
59. Tell It To Your Heart
60. That's Why (You Go Away)
61. The Actor (Richter)
62. This Is Who I Am
63. Traffic And Stars
64. Watch Your Back
65. Whatever It May Take
66. Wild Women
67. Without Your Love (bonusspår i Asien)
68. You Keep Me Running
69. You Took My Heart Away
70. You'll Never Know